# Victaphanta lampra
Victaphanta lampra är en snäckart som först beskrevs av Reeve 1854.  Victaphanta lampra ingår i släktet Victaphanta och familjen Rhytididae. Inga underarter finns listade i Catalogue of Life.